# Eriochloa australiensis
Eriochloa australiensis là một loài thực vật có hoa trong họ Hòa thảo. Loài này được Stapf & Thell. mô tả khoa học đầu tiên năm 1919.